# Jan Bidrman
Jan Bidrman, född den 2 april 1966 i Rakovnik, uppvuxen i Kladno, är en tjeckoslovakisk, från 1988 svensk, före detta tävlingssimmare. Han var allround och hade sina största framgångar på medley. 1989 europarekord på 400 m medley, kort bana.

## Biografi
Bidrman tävlade för Tjeckoslovakien under första halvan av 1980-talet. Han var kandidat till deltagande i Olympiska spelen i Los Angeles 1984, vilka dock bojkottades av ett flertal öststater och till vilka Tjeckoslovakien sällade sig i maj.
Efter en tävling i Sverige i oktober 1985 hoppade han av till väst (Tjeckoslovakien låg vid denna tid bakom den så kallade "Järnridån") och stannade kvar i Sverige. Han bosatte sig i Malmö, började simma för Malmö KK och redan 1986 deltog han i sina första svenska mästerskap. Han blev uttagen till att simma för Sverige vid de Olympiska sommarspelen 1988 och erhöll snabbt ett svenskt medborgarskap. På plats i Seoul stoppades han dock från deltagande av det tjeckoslovakiska förbundet och svenska förbundets undfallenhet. I samband med Sammetsrevolutionen hösten 1989 fick Bidrman godkännande för att representera Sverige vid Europamästerskapen i augusti 1989; han simmade sedan för Sverige även vid Världsmästerskapen 1991 och de Olympiska spelen 1992.
Jan Bidrman var en allroundsimmare och hade han sina största framgångar i medley, i vilket han blev flerfaldig svensk mästare. Han blev dessutom svensk mästare på 200 m i alla de enskilda simsätten utom frisim; han ingick dock i det svenska lag som kom fyra vid VM 1991 på 4×200 m fritt. Den internationella mästerskapskarriären som tävlingssimmare avslutades efter OS 1992, varefter han fortsatte som simmare i masters-tävlingar.
Under de två sista åren av sin karriär studerade (tog en mastersexamen i ekonomi 1995) han och tränade vid University of Nebraska–Lincoln i USA. Under denna tid tävlade han i bland annat NCAA-mästerskapen, med tre lagkappssegrar och en fjärdeplats på 400 yards medley individuellt som främsta resultat. Han övergick också till en roll som tränare vid universitetet, där han bland annat hade sydafrikanskan Penelope Heyns som adept. 1996 blev han tränare för det sydafrikanska landslaget, vilket resulterade i dubbla guld för Heyns och ett brons för Marianne Kriel vid Olympiska spelen 1996. Från 1997 till 2014 arbetade han sedan som tränare i Calgary för det kanadensiska simlandslaget; han har som sådan varit kanadensisk coach vid bland annat OS 2000, 2004, 2008 och 2012, VM 1998, 1999, 2001, 2007 och 2011, Samväldesspelen 1998, 2002 och 2006 samt flera gånger vid Panamerikanska spelen och Pan Pacific Swimming Championships.

## Meriter

### Olympiska spel, världsmästerskap och europamästerskap

#### För Tjeckoslovakien
Jan Bidrman representerade Tjeckoslovakien vid två Europamästerskap (långbana):
1983: tolva på 200 m ryggsim och fjortonde plats på 400 m medley
1985: elva på 200 m ryggsim, sjuttonde på 100 m ryggsim och diskvalificerad i försöken på 400 m medley.

#### För Sverige
Vid olympiska spelen 1992 deltog Jan Bidrman i 200 m medley och 400 m medley. På den förstnämnda distansen diskvalificerades han i försöken (på grund av felaktig benspark i bröstsim), medan han gick till final på 400 m i vilken han blev sjua.
Vid världsmästerskapen (långbana) 1991 var Bidrman med i det svenska laget som kom fyra på 4×200 m frisim. Individuellt gick han till final på 200 m medley och blev i denna sexa, medan han hade tionde tid i försöken (nytt svenskt rekord 4.23,04) på den dubbla distansen, men deltog inte i B-finalen.
Vid europamästerskapen (långbana) 1989 kom Bidrman tia på 400 m medley, medan han gick till final på 200 m medley och slutade sjua i denna. På 200 m fjärilsim hade han 21:a tid i försöken.

### Världscupen
I Världscupen 1988-1989 tog Bidrman tre förstaplatser, en andraplats och fyra tredjeplatser på olika medleydistanser, vilket resulterade i att han vann medleycupen totalt.

### Rekord

#### Europarekord
Den 18 mars 1989 satte Bidrman europarekord på 400 m medley, kort bana, när han simmade på tiden 4.12,97 vid SM i Malmö. Detta slogs sedan av östtysken Patrick Kühl den 2 november 1990, som simmade på 4.12,02.

#### Svenska rekord
När Jan Bidrman avslutade sin karriär 1992, höll han de svenska rekorden på fem distanser, två på lång bana och tre på kort bana.
På långbana satte Bidrman svenskt rekord på 200 m medley vid de svenska VM-kvalen 23-25 november 1990 med 2.03,05, ett rekord som stod sig till dess att Simon Sjödin slog det vid SM nästan 19 år senare, den 2 juli 2009, med tiden 2.02,19.
Jan Bidrmans svenska långbanerekord på 400 m medley, 4.22,96, satt vid OS i Barcelona den 27 juli 1992. Det hade stått sig i nästan 18 år när Simon Sjödin slog det med 4.22,02 i Amsterdam Swim Cup den 25 mars 2010.
Bidrmans ovannämnda europarekord på 400 m medley, kortbana, stod sig som svenskt rekord i över 20 år, till den 11 december 2009 då Christoffer Wallin simmade på 4.10,93 vid EM 2009.
Bidrman satte också svenskt rekord på 200 m medley, kortbana, med 2.00,50 den 17 mars 1989, dagen innan europarekordet på den dubbla distansen. Detta rekord slogs av Axel Pettersson som simmade på tiden 2.00,18 vid SM den 25 november 2006.
Under karriären innehade Bidrman även det svenska rekordet på 200 m bröstsim, kortbana, med tiden 2.14,85 satt den 19 mars 1989, dagen efter europarekordet på 400 m medley. Rekordet slogs "redan" 1993 då tre simmare var snabbare än Bidrman varit 1989: Peter Karlsson (2.14,82), Conny Wennberg (2.14,79) och, snabbast, Fredrik Rosenholm i försöken vid kortbane-SM i november med 2.13,93.
Därtill satte han sverigebästa på 100 m medley (kortbana) med 57,25 vid världscuptävlingen i Toronto 15-17 december 1988. Denna tid förbättrades av Ola Frejd till 56,79 vid världscuptävlingen i Milano i mars 1991.

### Svenska mästerskap
Jan Bidrman vann 26 individuella SM-guld under sin karriär:
| Disciplin       | Inomhus                | Utomhus                |
| --------------- | ---------------------- | ---------------------- |
| 200 m fjärilsim | 1987                   | 1986, 1987, 1990, 1992 |
| 200 m ryggsim   |                        | 1988                   |
| 200 m bröstsim  | 1988, 1989             | 1988, 1989             |
| 200 m medley    | 1987, 1988, 1989, 1990 | 1988, 1989, 1990, 1992 |
| 400 m medley    | 1987, 1988, 1989, 1990 | 1987, 1988, 1989, 1990 |

Not: Inomhus-SM simmades på långbana (50 m-bassäng) 1988 och 1990, övriga år på kortbana (25 m-bassäng).

### Utmärkelser
Jan Bidrman tilldelades Skånes simförbunds guldmedalj 1988, 1989, 1990 och 1991.
Som tränare utsågs han bland annat till Coach of the Year 2001, 2002, 2003, 2004, National Coach of the Year 2004–2005 och International Swimmer of the Year Female/Male Coach Award nio gånger från 2002 till 2011 av Swim Alberta. Canadian Swimming Coaches Association utsåg honom till Coach of the Year – Olympic Program 1999, 2000, 2001, 2003, 2004 och 2005.

## Personligt
Jan Bidrman gifte sig 1994 med simtränaren Amy Lynn Tidball.